# Гандбол на Азиатских играх
Турниры по гандболу Азиатских игр — соревнования для национальных гандбольных сборных команд стран Азии, проводимые в рамках Азиатских игр под эгидой Азиатской федерации гандбола (АГФ) и Олимпийского Совета Азии.
Азиатские игры проводятся с 1951 года. С 1954 — раз в 4 года. Гандбол включён в программу соревнований в 1982 году (IX игры).
В Играх 1982 и 1986 годов принимали участие только мужские гандбольные сборные. С 1990 в гандбольных турнирах Азиатских игр участвуют также женщины.
В мужских турнирах чаще всего побеждали гандболисты Южной Кореи — 6 раз. 3 победы на счету Катара, по одной — у Китая и Кувейта. В женских турнирах 7 раз побеждала Южная Корея и по одному разу — Китай и Япония.

## Призёры

### Мужчины
| Год  | Место проведения     | Золото      | Серебро     | Бронза            |
| 1982 | Дели (Индия)         | Китай       | Япония      | Южная Корея       |
| 1986 | Сеул (Южная Корея)   | Южная Корея | Китай       | Япония            |
| 1990 | Пекин (Китай)        | Южная Корея | Япония      | Саудовская Аравия |
| 1994 | Хиросима (Япония)    | Южная Корея | Япония      | Китай             |
| 1998 | Бангкок (Таиланд)    | Южная Корея | Кувейт      | Япония            |
| 2002 | Пусан (Южная Корея)  | Южная Корея | Кувейт      | Катар             |
| 2006 | Доха (Катар)         | Кувейт      | Катар       | Иран              |
| 2010 | Гуанчжоу (Китай)     | Южная Корея | Иран        | Япония            |
| 2014 | Инчхон (Южная Корея) | Катар       | Южная Корея | Бахрейн           |
| 2018 | Джакарта (Индонезия) | Катар       | Бахрейн     | Южная Корея       |
| 2022 | Ханчжоу (Китай)      | Катар       | Бахрейн     | Кувейт            |

### Женщины
| Год  | Место проведения     | Золото      | Серебро     | Бронза      |
| 1990 | Пекин (Китай)        | Южная Корея | Китай       | Тайвань     |
| 1994 | Хиросима (Япония)    | Южная Корея | Япония      | Китай       |
| 1998 | Бангкок (Таиланд)    | Южная Корея | КНДР        | Япония      |
| 2002 | Пусан (Южная Корея)  | Южная Корея | Казахстан   | Китай       |
| 2006 | Доха (Катар)         | Южная Корея | Казахстан   | Япония      |
| 2010 | Гуанчжоу (Китай)     | Китай       | Япония      | Южная Корея |
| 2014 | Инчхон (Южная Корея) | Южная Корея | Япония      | Казахстан   |
| 2018 | Джакарта (Индонезия) | Южная Корея | Китай       | Япония      |
| 2022 | Ханчжоу (Китай)      | Япония      | Южная Корея | Китай       |